# Укргазбанк
Укргазбанк — український банк, заснований у 1993 році, на 94,940948 % належить державі. За розмірами активів та часткою на роздрібному ринку посідає 4 місце серед усіх банків України. Загальні розміри активів, станом на 01.08.2019 року, становили 118,4 млрд гривень. Мережа обслуговування банку налічує 247 відділень у всіх регіонах України. У 2017 році Банк перейшов на власний процесинг, який попередньо пройшов сертифікацію міжнародних платіжних систем.
Головний офіс Укргазбанку розташований у Києві. У 2018 році банк отримав чистий прибуток в розмірі 766 млн грн.
Станом на початок 2020 року банк має більше 100 відділень по всій Україні, найбільше (43) у Київській області та місті Київ (33). У січні 2024 року стало відомо, що банк готові купити іноземні інвестори. 

## Історія
АБ «Укргазбанк» є правонаступником ВАТ АБ «Укргазбанк», ЗАТ «Інтергазбанк» та АТЗТ «Хаджибейбанк», зареєстрованого Національним банком України 21 липня 1993 року (реєстраційний № 183).
АБ «Укргазбанк» увійшов до переліку об'єктів державної власності, що мають стратегічне значення для економіки та безпеки держави. Таке рішення затверджене Постановою № 83 Кабінету Міністрів України від 4 березня 2015 року.
25 червня 2015 року до «Укргазбанку» було приєднано неплатоспроможний Банк «Київ», що призвело до зростання активів і пасивів. 2015 рік «Укргазбанк» закінчив із прибутком у 260 млн грн. За результатами першого півріччя 2016 року банк увійшов у п'ятірку найбільших банків України за обсягом активів (51,4 млрд грн). За шість місяців 2016 року позитивний фінансовий результат «Укргазбанку» склав 91,299 млн гривень.
31 травня 2016 року «Укргазбанк» достроково і в повному обсязі погасив залишок заборгованості за довгостроковими кредитами рефінансування та стабілізаційними кредитами, отриманими від НБУ ще у 2008—2009 роках для підтримання ліквідності та покращення фінансового стану в рамках Програми фінансового оздоровлення.
Відповідно до рішення ДФС, у червні 2016 року «Укргазбанк» став уповноваженим банком на здійснення розрахунків за митними платежами.
30 червня 2016 року рейтингове агентство «Експерт-Рейтинг» підвищило кредитний рейтинг «Укргазбанку» за національною шкалою до рівня uaAA+. Позичальник з рейтингом uaAA+ характеризується високою кредитоспроможністю у порівнянні з іншими українськими позичальниками.
22 березня 2019 року міжнародне рейтингове агентство «Fitch Ratings» присвоїло «Укргазбанку» довгостроковий рейтинг в іноземній і національній валюті на рівні «В-» з прогнозом «стабільний». Короткостроковий рейтинг в іноземній і національній валюті підтверджений на рівні «В», національний довгостроковий рейтинг — на рівні «АА (ukr)» зі стабільним прогнозом. Рейтинг підтримки «Укргазбанку» встановлений на рівні «5». «Fitch» вважає, що ймовірність надання підтримки з боку держави висока, особливо в національній валюті. Це є показником системної важливості банку, 95 % акцій якого належать державі, та невеликої вартості потенційної підтримки[джерело?].
24 вересня 2019 року «Fitch Ratings» підвищило довгостроковий рейтинг «Укргазбанку» в іноземній і національній валютах з рівня «В-» до «В», а також змінило прогноз зі «стабільного» на «позитивний». Рейтинг відповідає поточному суверенному кредитному рейтингу України. Короткостроковий рейтинг в іноземній валюті підтверджений на рівні «В», національний довгостроковий рейтинг — на рівні «АА (ukr)» зі стабільним прогнозом. Рейтинг підтримки було покращено з «5» до «4». Позитивний прогноз відображає очікування «Fitch», що покращення макроекономічної стабільності, зважені економічні перспективи та подальша стабілізація кредитоспроможності країни позитивно впливатимуть на кредитоспроможність банку[джерело?].
У 2019 році АБ «Укргазбанк», завдяки слідуванню стратегії «green-banking», підтримав соціальний проєкт в Запоріжжі — будівництво нового енергоефективного термінала міжнародного аеропорту. На будівництво банк видав черговий транш у розмірі 3 млн доларів США.
25 лютого 2021 року АБ «Укргазбанк» та Міжнародна фінансова корпорація (IFC) підписали кредитну угоду на суму 30 млн євро строком на 5 років. Згідно з угодою, IFC у будь-який момент матиме можливість конвертувати цей кредит у частку в капіталі АБ «Укргазбанк».

## Керівництво
- в.о. Голови Правління — Морозов Родіон Валерійович
- Перший заступник Голови Правління — Пономарьов Володимир Миколайович
- Заступник Голови Правління — Василець Наталія Євгенівна
- Заступник Голови Правління — Ващук Максим Володимирович
- Заступник Голови Правління — Савощенко Тамара Юріївна
- Заступник Голови Правління  — Самохвалов Андрій Вікторович
- Заступник Голови Правління — Щербаха Олександр Сергійович
- Заступник Голови Правління — Чернишов Денис Вікторович
- Головний бухгалтер — Ільницька Наталія Геннадіївна

## Пріоритети розвитку
У 2016 році «Укргазбанк» обрав нішову стратегію розвитку «ЕКО-банку» для підвищення енергоефективності та енергетичної незалежності України, а також для всебічної підтримки проєктів, пов'язаних з ефективним використанням енергоресурсів та зменшенням шкідливого впливу на довкілля. 17 травня 2016 року Міжнародна фінансова корпорація (IFC) та «Укргазбанк» підписали угоду зі спрощення доступу до фінансування для компаній, що бажають запровадити відновлювальні та енергозберігаючі технології і допомогти розкрити «зелений» економічний потенціал країни.
Пріоритетними напрямами в розвитку банку є робота з корпоративним, малим та середнім бізнесом, а також робота з фізичними особами.

## Фінансові показники

### Основні аспекти діяльності банку станом на 01.08.2019[джерело?]:
- Активи банку склали 118 453 млн грн

- Портфель цінних паперів склав 29 534 млн грн

- Кредитний портфель клієнтів склав 47 377 млн грн
  - У тому числі кредитний портфель ЕКО-продуктів склав 14 736 млн грн
- Кредитний портфель клієнтів корпоративного бізнесу склав 37 197 млн грн
- Кредитний портфель клієнтів МСБ склав 5009 млн грн
- Кредитний портфель клієнтів роздрібного бізнесу склав 5171 млн грн

- Портфель залучених коштів клієнтів склав 104 228 млн грн
- Портфель коштів залучених від клієнтів корпоративного бізнесу склав 75156 млн грн
- Портфель коштів залучених від клієнтів МСБ склав 6628 млн грн
- Портфель коштів залучених від клієнтів роздрібного бізнесу (з урахування ощадних сертифікатів фізичних осіб) склав 22 453 млн грн
- Балансовий капітал банку склав 6174 млн грн
- Прибуток з початку року склав 288 млн грн
- Портфель документарних операцій склав 8680 млн грн
- Портфель коштів, залучених від міжнародних фінансових організацій склав 2137 млн грн
- Об'єм використаної клієнтами лінії GTFP з початку року склав 617 млн грн, що складає 62 % від встановленого ліміту.
- Кількість клієнтів корпоративного бізнесу склала 6335, збільшившись з початку року на 399.
- Кількість клієнтів МСБ склала 61 621, збільшившись з початку року на 3989
- Кількість клієнтів роздрібного бізнесу склала 1 783 281, збільшившись з початку року на 417 025

### Діяльність за 2021 рік
Державний «Укргазбанк» за 10 місяців 2021 року заробив рекордні за весь час 2,7 млрд грн.

## Рекапіталізація
У результаті діяльності керівництва банку НБУ і Міністерства фінансів з подолання наслідків фінансової кризи Кабінет Міністрів України у березні 2011 року ухвалив рішення про проведення докапіталізації банку на суму 4,3 млрд грн.

## Структура власності
Станом на 30 червня 2019 року структура власності є такою:
| Власник акцій                                   | Відсоток економічних прав |
| ----------------------------------------------- | ------------------------- |
| Держава Україна (Міністерство фінансів України) | 94,940948 %               |
| Інші акціонери юридичні та фізичні особи        | 1,292293 %                |
| Емітент АБ «Укргазбанк» (власні цінні папери)   | 3,746760 %                |

## Виноски
1. ↑  Банківська ліцензія bank.gov.ua, процитовано: 20.07.2020
2. 1 2  Фінансова звітність АБ «УКРГАЗБАНК» за 2015 рік «МСФЗ» ukrgasbank.com, процитовано: 19.10.2016
3. ↑  Мережа відділень АБ "Укргазбанк". Офіційний сайт АБ "Укргазбанк".
4. ↑  Новий процесинг УКРГАЗБАНКУ пройшов сертифікацію міжнародних платіжних систем. www.ukrgasbank.com. Процитовано 13 листопада 2019.
5. ↑  Прибуток Укргазбанку за 2018 рік склав 766 млн грн. Financial Club. 29 січня 2019. Архів оригіналу за 27 серпня 2019. Процитовано 23 жовтня 2019. [Архівовано 2019-08-27 у Wayback Machine.]
6. ↑  Іноземні інвестори готові приватизувати два українські держбанки. Економічна правда (укр.). Процитовано 24 січня 2024.
7. ↑  Про банк. www.ukrgasbank.com. Укргазбанк. Архів оригіналу за 15 квітня 2019. Процитовано 23 жовтня 2019.
8. ↑  Постанова Кабінету Міністрів України «Про затвердження переліку об'єктів державної власності, що мають стратегічне значення для економіки і безпеки держави». rada.gov.ua. КМУ. 4 березня 2015. Архів оригіналу за 29 серпня 2018. Процитовано 23 жовтня 2019.
9. ↑  Укргазбанк поглотил банк «Киев». lb.ua (рос.). Левый берег. 25 червня 2015. Архів оригіналу за 6 квітня 2019. Процитовано 23 жовтня 2019.
10. ↑  «Укргазбанк» отримав 260 мільйонів прибутку в 2015 році. Економічна правда. 29 квітня 2016. Архів оригіналу за 19 жовтня 2018. Процитовано 23 жовтня 2019.
11. ↑  «Укргазбанк» по итогам полугодия вошел в пятерку крупнейших банков Украины. hubs.ua. Hubs. 10 серпня 2016. Архів оригіналу за 19 жовтня 2018. Процитовано 23 жовтня 2019.
12. ↑  «Укргазбанк» отримав 91 млн гривень прибутку. finance.ua. 14 липня 2016. Архів оригіналу за 19 жовтня 2018. Процитовано 23 жовтня 2019.
13. ↑  Государственный Укргазбанк досрочно погасил стабилизационный кредит НБУ почти на 2 млрд грн. liga.net (рос.). ЛІГА.net. 1 червня 2016. Архів оригіналу за 23 жовтня 2019. Процитовано 23 жовтня 2019.
14. ↑  Оголошення про результати конкурсу з визначення уповноваженого банку на здійснення розрахунків з державним бюджетом за митними платежами. sfs.gov.ua. Державна фіскальна служба України. 14 червня 2016. Архів оригіналу за 3 лютого 2019. Процитовано 23 жовтня 2019. [Архівовано 2019-02-03 у Wayback Machine.]
15. ↑  Повышен кредитный рейтинг АБ «УКРГАЗБАНК» (рос.). 30 червня 2016. Архів оригіналу за 20 жовтня 2019. Процитовано 23 жовтня 2019.
16. ↑  Fitch присвоило АБ «УКРГАЗБАНК» рейтинг «B-», прогноз «Стабильный». Fitch Ratings.
17. ↑  FITCH підтвердило рейтинг УКРГАЗБАНКУ на рівні «B-» із прогнозом «стабільний». www.ukrgasbank.com. Процитовано 13 листопада 2019.
18. ↑  Fitch Upgrades 7 Ukrainian Banks on Sovereign Rating Change. Fitch Ratings.
19. ↑  МЕЦГЕР: АЕРОПОРТ "ЗАПОРІЖЖЯ" - ПРІОРИТЕТ УКРГАЗБАНКУ У ФІНАНСУВАННІ МУНІЦИПАЛІТЕТІВ (українська) . 4 грудня 2019. Процитовано 6 лютого 2020.
20. ↑  IFC підтримує Укргазбанк для збільшення обсягів фінансування «зелених» проєктів. Офіційний сайт АБ "Укргазбанк".
21. ↑  Фінансування ЕКО-проектів. ukrgasbank.com. Архів оригіналу за 30 вересня 2016. Процитовано 23 жовтня 2019.
22. ↑  IFC та «Укргазбанк» домовилися спростити доступ до «зелених» грошей. epravda.com.ua. Економічна правда. 29 травня 2016. Архів оригіналу за 3 лютого 2019. Процитовано 23 жовтня 2019.
23. ↑  Державний Укргазбанк отримав рекордний прибуток від початку року. Економічна правда (укр.). Процитовано 15 листопада 2021.
24. ↑  Загальна інформація. Проміжна скорочена фінансова звітність за 6 місяців, які закінчились 30 червня 2019 року (PDF) (фінансова звітність). Публічне акціонерне товариство «Акціонерний банк «Укргазбанк». 30. с. 6. Процитовано 23 жовтня 2019.{{cite book}}:  Обслуговування CS1: Сторінки з параметром url-status, але без параметра archive-url (посилання)